# کریستوفر وولگر
کریستوفر وولگر (انگلیسی: Christopher Vogler؛ زادهٔ ۱۹۴۹ میلادی) فیلم‌نامه‌نویس و نویسنده اهل ایالات متحده آمریکا است.
از فیلم‌ها یا برنامه‌های تلویزیونی که وی در آن نقش داشته‌است، می‌توان به پی‌نوشت: گربه‌ات مرده و اسرار دانته اشاره کرد.